# Раково (Ковернинский район)
Ра́ково — деревня в Ковернинском муниципальном округе Нижегородской области России.

## География
Деревня расположена в северо-западной части Нижегородской области, в зоне хвойно-широколиственных лесов, на левом берегу реки Узолы. Находится примерно в 5 км по прямой к северу от рабочего посёлка Ковернино, административного центра округа. К западу от деревни проходит автомобильная дорога 22К-2327.

### Климат
Климат характеризуется как умеренно континентальный, с коротким тёплым летом и холодной продолжительной зимой. Среднегодовая температура воздуха составляет 2,7 °C. Средняя температура самого тёплого месяца, июля, — 17,9 °C (абсолютный максимум — 37 °C), а самого холодного, января, — -12,3 °C (абсолютный минимум — -46 °C). Годовое количество атмосферных осадков составляет около 566 мм, большая часть которых выпадает в тёплый период.

## История
Территория, на которой расположена деревня, начала осваиваться в XVI—XVII веках. В середине XVII века эти земли стали предметом спора между дворцовыми Скоробогатовской волостью Нижегородского уезда и Заборской волостью Юрьевец-Повольского уезда. В конечном итоге земли по реке Узоле отошли к Заборской волости.
В ходе административных реформ Петра I деревня с 1708 года числилась в составе Юрьевец-Повольского уезда Казанской губернии, а с 1719 года — Нижегородской губернии. В 1712 году «Рыбновские починки», к которым относилась местность, были пожалованы князю Я. Ф. Долгорукому, но после его смерти в 1720 году возвращены в дворцовое ведомство.
По указу Екатерины II от 5 сентября 1778 года территория вошла в состав Макарьевского уезда Костромского наместничества. С 1796 года, после реформы Павла I, деревня относилась к Ковернинскому удельному приказу Макарьевского уезда Костромской губернии. До 1917 года находилась в Ковернинской волости того же уезда.
После революции 1917 года и последующих административных преобразований деревня неоднократно меняла свою принадлежность. В 1918 году был образован Ковернинский уезд Костромской губернии, однако в 1922 году его упразднили, а территорию передали в Семёновский уезд Нижегородской губернии. Деревня Раково вошла в состав Марковского, а с 1924 года — укрупнённого Талицкого сельсовета Ковернинской волости.
С 1929 года, после упразднения губерний и уездов, деревня вошла в состав Талицкого сельсовета новообразованного Ковернинского района Нижегородского (с 1932 — Горьковского) края. В 1958 году Талицкий сельсовет был упразднён, и деревня перешла в Ковернинский сельсовет (с 1961 — Большемостовский). В период временного упразднения Ковернинского района (1963—1965) территория входила в состав Семёновского района. В 1990 году Горьковской области было возвращено историческое название — Нижегородская.
До 2020 года деревня входила в состав Большемостовского сельсовета Ковернинского района. В апреле 2020 года Ковернинский муниципальный район и все входившие в него сельские поселения были упразднены и объединены в единое образование — Ковернинский муниципальный округ.

## Население
| 2002 | 2010 |
| ---- | ---- |
| 1    | ↘0   |

Согласно результатам переписи 2002 года, в национальной структуре населения русские составляли 100% от 1 жителя.